# Профит
Профит (добит) је извор средстава за финансирање раста предузећа. Остваривање што већег раста представља најбољу могућу дугорочну стратегију предузећа за стабилно постизање што већих профита. У овој повезаности раста предузећа и максимизирања профита налази се одговор на питање о мотивацији предузећа у савременим развијеним привредама.
У економији постоје два главна схватања профита:
- рачуноводствено и
- економско.

По рачуноводственом схватању, профит је позитивна разлика између прихода и расхода. Подаци по приходу и расходу се добијају из рачуноводствених извештаја.